# استان گره‌سون
گره‌سون (به ترکی استانبولی: Giresun ili) نام یکی از استان‌های ترکیه است که مرکز آن هم شهر گره‌ کونیها است.

## مهاجرانی از گره سون به ایران

شهر گیره سون خاستگاه ترکان کره سنی

در طول تاریخ بخش اعظمی از جمعیت این استان به دلیل انجام مبادلات اقتصادی و تجاری به کشور جمهوری آذربایجان مهاجرت کردند ولی به دلیل تاخت و تازهای بی امان و نا امنی‌های منطقه‌ای که در نتیجهٔ حملهٔ ارمنی‌ها به وجود آمده بود، ناچار به ترک و مهاجرت از آن کشور به سمت کشور ایران شدند و در نواحی شمال غربی و شمال شرقی ایران اسکان یافتند، امروزه این اقوام را به اشتباه کره سنی می‌شناسند که کاملش گیره سونها است که با مرور زمان در شهر و روستا  در شهرستان‌های ارومیهسلماس،می‌باشد. سیلاب مرکز دهستان کوره سونلی از مهم‌ترین مناطق گره سنی‌نشین می‌باشد.